# Elecciones municipales de Chiclayo de 1983
Las elecciones municipales de Chiclayo de 1983 se llevaron a cabo el 13 de noviembre de 1983 para elegir al alcalde y al Concejo Provincial de Chiclayo para el periodo 1984-1986. La elección se celebró simultáneamente con elecciones municipales en todo el país.

## Sistema electoral
La Municipalidad Provincial de Chiclayo es el órgano administrativo y de gobierno de la provincia de Chiclayo. Está compuesta por el alcalde y el Concejo Provincial.
La votación del alcalde y el concejo se realiza en base al sufragio universal, que comprende a todos los ciudadanos nacionales mayores de dieciocho años, empadronados y residentes en la provincia de Chiclayo y en pleno goce de sus derechos políticos, así como a los ciudadanos no nacionales residentes y empadronados en la provincia de Chiclayo.
El Concejo Provincial de Chiclayo está compuesto por 19 regidores elegidos por sufragio directo para un período de tres (3) años, en forma conjunta con la elección del alcalde (quien lo preside) La votación es por lista cerrada y bloqueada. Se asigna a la lista ganadora los escaños según el método d'Hondt o la mitad más uno, lo que más le favorezca. Es elegido como alcalde el candidato que ocupe el primer lugar de la lista que haya obtenido la más alta votación.

## Composición del Concejo Provincial de Chiclayo
La siguiente tabla muestra la composición del Concejo Provincial de Chiclayo antes de las elecciones.
| Partidos | Partidos                | Regidores |
| -------- | ----------------------- | --------- |
|          | Partido Aprista Peruano | 9         |
|          | Acción Popular          | 8         |
|          | Izquierda Unida         | 2         |

## Partidos y candidatos
A continuación se muestra una lista de los principales partidos y alianzas electorales que participaron en las elecciones:
| Candidatura | Candidatura | Partidos y alianzas | Candidatos | Candidatos              | Ideología                                                | Resultado previo | Resultado previo | Ref. |
| Candidatura | Candidatura | Partidos y alianzas | Candidatos | Candidatos              | Ideología                                                | Votos (%)        | Reg.             | Ref. |
| ----------- | ----------- | --- | ---------- | ----------------------- | -------------------------------------------------------- | ---------------- | ---------------- | ---- |
|             | APRA        | Lista - Partido Aprista Peruano (APRA) |            | Guillermo Baca Aguinaga | Aprismo                                                  | 43.94%           | 9                |      |
|             | AP          | Lista - Acción Popular (AP) |            | Ángel Bartra Gonzales   | Humanismo Nacionalismo cívico Reformismo                 | 38.92%           | 8                |      |
|             | IU          | Lista - Izquierda Unida (IU) – Unión de Izquierda Revolucionaria (UNIR) – Unidad Democrático Popular (UDP) – Partido Socialista Revolucionario (PSR) – Partido Comunista Revolucionario (PCR) – Partido Comunista Peruano (PCP) – Frente Obrero Campesino Estudiantil y Popular (FOCEP) |            | Yehude Simon Munaro     | Marxismo-leninismo Mariateguismo Socialismo democrático  | 12.81%           | 2                |      |
|             | PPC         | Lista - Partido Popular Cristiano (PPC) |            | Víctor Baca Doig        | Conservadurismo social Humanismo Democracia cristiana    | 1.17%            | 0                |      |
|             | PDC         | Lista - Partido Demócrata Cristiano (PDC) |            | Carlos Diez Salazar     | Democracia cristiana                                     | Nuevo            | Nuevo            |      |
|             | MBH         | Lista - Movimiento de Bases Hayistas (MBH) |            | Francisco Muro Moreno   | Socialdemocracia Conservadurismo social Antiimperialismo | Nuevo            | Nuevo            |      |

## Resultados

### Sumario general
|                        |                                    |              |              |              |           |           |
| Partidos y coaliciones | Partidos y coaliciones             | Voto popular | Voto popular | Voto popular | Regidores | Regidores |
| Partidos y coaliciones | Partidos y coaliciones             | Votos        | %            | ±pp          | Total     | +/−       |
|                        | Partido Aprista Peruano (APRA)     | 45,229       | 41.30        | –2.64        | 11        | +2        |
|                        | Izquierda Unida (IU)               | 29,421       | 26.86        | +14.05       | 4         | +2        |
|                        | Acción Popular (AP)                | 24,808       | 22.65        | –16.27       | 4         | –4        |
|                        | Movimiento de Bases Hayistas (MBH) | 6,127        | 5.59         | Nuevo        | 0         | ±0        |
|                        | Partido Popular Cristiano (PPC)    | 3,718        | 3.39         | +2.22        | 0         | ±0        |
|                        | Partido Demócrata Cristiano (PDC)  | 219          | 0.20         | Nuevo        | 0         | ±0        |
|                        |                                    |              |              |              |           |           |
| Total                  | Total                              | 109,522      |              |              | 19        | ±0        |
|                        |                                    |              |              |              |           |           |
| Votos válidos          | Votos válidos                      | 109,522      | 84.31        | –2.45        |           |           |
| Votos en blanco        | Votos en blanco                    | 5,058        | 3.89         | –0.47        |           |           |
| Votos nulos            | Votos nulos                        | 15,326       | 11.80        | +2.92        |           |           |
| Votos emitidos         | Votos emitidos                     | 129,906      | 68.59        | –3.68        |           |           |
| Abstenciones           | Abstenciones                       | 59,501       | 31.41        | +3.68        |           |           |
| Votantes registrados   | Votantes registrados               | 189,407      |              |              |           |           |
|                        |                                    |              |              |              |           |           |
| Fuente:                |                                    |              |              |              |           |           |

## Elecciones municipales distritales

### Resultados por distrito
La siguiente tabla enumera el control de los distritos de la provincia de Chiclayo. El cambio de mando de una organización política se resalta del color de ese partido.
| Distrito            | Alcalde(sa) titular           | Partido político | Partido político        | Alcalde(sa) electo(a)    | Partido político | Partido político        |
| ------------------- | ----------------------------- | ---------------- | ----------------------- | ------------------------ | ---------------- | ----------------------- |
| Chongoyape          | Pedro Cabrejos Mundaca        |                  | Partido Aprista Peruano | Genovés Heredia Rojas    |                  | Partido Aprista Peruano |
| Eten                | Óscar Liza Llaque             |                  | Partido Aprista Peruano | Manuel Esqueche Ruiz     |                  | Acción Popular          |
| Eten Puerto         | Germán Puescas Orellano       |                  | Partido Aprista Peruano | Fernando Barturén Llanos |                  | Partido Aprista Peruano |
| José Leonardo Ortiz | Ricardo Adrianzén Fernández   |                  | Acción Popular          | Tito Sirlopu Garces      |                  | Partido Aprista Peruano |
| Lagunas             | Albino Esquén Condemarín      |                  | Partido Aprista Peruano | Albino Esquén Condemarín |                  | Partido Aprista Peruano |
| Monsefú             | Ángel Fenco Lluen             |                  | Acción Popular          | Víctor Custodio López    |                  | Partido Aprista Peruano |
| Nueva Arica         | Nicanor Vásquez Bereche       |                  | Partido Aprista Peruano | César Alarcón Bautista   |                  | Partido Aprista Peruano |
| Oyotún              | Daniel Alvites Ramírez        |                  | Partido Aprista Peruano | Conrado Ugaz Castañeda   |                  | Partido Aprista Peruano |
| Picsi               | Manuel Mendoza Suárez         |                  | Partido Aprista Peruano | Porfirio Salinas Maza    |                  | Partido Aprista Peruano |
| Pimentel            | Temístocles Rojas Rodríguez   |                  | Partido Aprista Peruano | Luciano Palacios Pinglo  |                  | Partido Aprista Peruano |
| Reque               | David Chirinos Hurtado        |                  | Acción Popular          | David Chirinos Hurtado   |                  | Acción Popular          |
| Santa Rosa          | Luis Palma Gordillo           |                  | Partido Aprista Peruano | Héctor Bernal Palma      |                  | Partido Aprista Peruano |
| Saña                | Alejandro Chiroque Valdiviezo |                  | Partido Aprista Peruano | Marco Hernández Briones  |                  | Partido Aprista Peruano |